# نصب مجاز الباب التذكاري
نصب مجاز الباب التذكاري أو مقبرة مجاز الباب الحربية (بالإنجليزية: Medjez-El-Bab Memorial)‏ هو نصب تذكاري تابع للجنة قبور الحرب الكومنولث يقع قرب مجاز الباب في تونس.

يخلد هذا النصب ذكرى 525 2 جندي تابع لقوات الكومنولث توفوا في تونس والجزائر أثناء الحرب العالمية الثانية.